# Superfund

Carte des États-Unis montrant les sites « Superfund » en 2008.
En cours de nettoyage.
Site proposé.
Site retiré (normalement nettoyé).

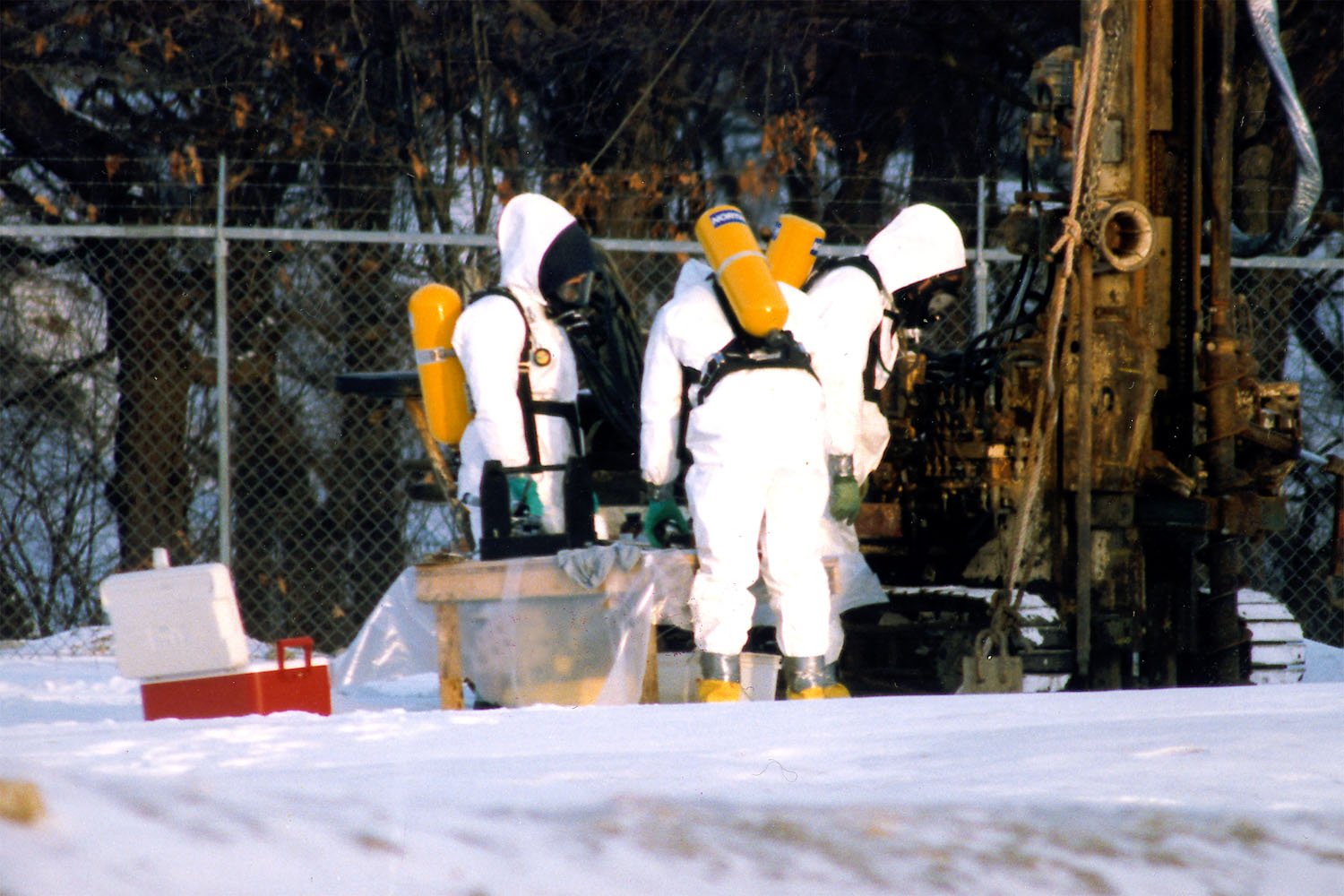
Forage exploratoire d’un site pollué par des métaux lourds, acides et autres polluants. Les travailleurs portent une combinaison Hazmat.

« Superfund » est le nom d’usage du Comprehensive Environmental Response, Compensation, and Liability Act (CERCLA) de 1980, une loi fédérale américaine visant à nettoyer les sites souillés par des déchets dangereux.
Superfund a permis la création de l’Agency for Toxic Substances and Disease Registry (ATSDR) et a fourni de larges pouvoirs fédéraux pour nettoyer les rejets de substances dangereuses pouvant compromettre la santé publique ou l’environnement,.
La loi a autorisé l’Agence de protection de l’environnement des États-Unis (EPA) à identifier les parties responsables de la contamination des sites et de les contraindre à nettoyer les sites,. Lorsque les parties responsables ne peuvent être trouvées, l’agence est autorisée à nettoyer les sites elle-même en utilisant un fonds spécial.